# Argyreus inconstans
Argyreus inconstans är en fjärilsart som beskrevs av Butler 1873. Argyreus inconstans ingår i släktet Argyreus och familjen praktfjärilar. Inga underarter finns listade i Catalogue of Life.